# Sergej Lavrov
Sergej Viktorovitj Lavrov (ryska: Сергей Викторович Лавров, IPA: [sʲɪrˈɡʲej ˈvʲiktərəvʲɪtɕ lɐˈvrof]), född 21 mars 1950 i Moskva, är en rysk diplomat och politiker. Åren 1994–2004 var han Rysslands FN-ambassadör, och sedan 2004 är han utrikesminister.

## Biografi
Lavrov är son till en armenisk far från Tbilisi och en rysk mor. År 1972 utexaminerades han från Moskvas statliga institut för internationella relationer och tjänstgjorde därefter som diplomat i Sri Lanka, samt under 1980-talet vid Sovjetunionens FN-kontor i New York. Mellan 1991 och 1994 var han Rysslands vice utrikesminister, och därefter landets FN-ambassadör. I slutet av Vladimir Putins första presidentperiod 2004 utsågs han till utrikesminister, en post han haft sedan dess.
Som utrikesminister har Lavrov blivit känd som en tuff, sofistikerad och skicklig förhandlare. År 2012 besökte Lavrov Syrien, där han befäste Rysslands stöd till president Bashar al-Assad i det syriska inbördeskriget men samtidigt uppmanade till reformer. Efter förhandlingar mellan Lavrov och USA:s dåvarande utrikesminister John Kerry nåddes i september 2013 ett avtal om att den syriska regimens kemiska vapen skulle förstöras.
Relationerna mellan Ryssland och väst försämrades i samband med de så kallade Euromajdan-protesterna i Ukraina, som kulminerade i avsättandet av landets dåvarande president Viktor Janukovytj i februari 2014. I samtal med USA:s utrikesminister John Kerry förde Lavrov fram krav på garantier för ett neutralt och federalt Ukraina, samt beskydd av landets rysktalande minoritet. Efter Rysslands invasion av Ukraina i februari 2022 införde EU och USA personliga sanktioner mot Lavrov.
Bedömare av rysk politik anser inte att Lavrov tillhör den närmaste kretsen kring president Putin, och han betraktas främst som en lojal diplomat snarare än en självständig politiker.
Lavrov talar förutom modersmålet ryska även engelska, franska och singalesiska.

## Utmärkelser

### Ryssland
- Medalj av Ärans orden, 1996[13] och 2010.[14]
- Fjärde klassen av Fäderneslandets förtjänstorden, 1998.[14]
- Tredje klassen av Fäderneslandets förtjänstorden, 2005.[14]
- Andra klassen av Fäderneslandets förtjänstorden, 2010.[14]
- Första klassen av Fäderneslandets förtjänstorden, 2015.[14]
- Andra klassen av P.A. Stolypin-medaljen, 2020.[14]

### Utländska utmärkelser
- Medalj av Belarus Orden för folkens vänskap, 22 juni 2006.[14]
- Storkorset av Perus Solorden, 11 september 2007.[14]
- Medalj av Vietnams Vänskapsorden, 25 juli 2009.[14]
- Första klassen av Armeniens Sankt Mesrop Masjtots-orden, 19 augusti 2010.[14]
- Första klassen av Kazakstans Vänskapsorden, 16 juni 2012.[14]
- Första klassen av Serbiska flaggans orden, 12 december 2016.[14]
- Medalj av Kirgizistans Danakerorden, 17 juni 2017.[14]
- Storkorset av San Marinos Sankt Agata-orden, 22 mars 2018.[14]
- Riddare av Republika Srpskas orden, 21 september 2018.[15]
- Medalj av Uzbekistans Vänskapsorden, 21 mars 2020.[16]
- Storkorset av Cyperns Makarios III:s orden, 8 september 2020.[14]
- Kommendör med stjärna av Ungerska republikens förtjänstorden, 28 november 2021.[17]
- Kommendör av Malis Nationella orden, 7 februari 2023.[18]